# هوراسيو كاردوزو
هوراسيو كاردوزو (بالإسبانية: Horacio Ramón Cardozo)‏ هو لاعب كرة قدم أرجنتيني، ولد في 29 نوفمبر 1979 في غويا، خيريز دي لا فرونتيرا في الأرجنتين. لعب مع أبولون ليماسول وإستوديانتيس دي لا بلاتا وإيرغوتيليس وكولو-كولو وكيلمس ونادي أستيراس تريبوليس ونادي كافالا ونويفا شيكاجو.

## وصلات خارجية
- هوراسيو كاردوزو على موقع قاعدة بيانات كرة القدم.إي يو (الإنجليزية)
- هوراسيو كاردوزو على موقع Soccerway.com (الإنجليزية)